# Айпынваам
Айпынваам — река на Дальнем Востоке России, протекает по территории Провиденского района Чукотского автономного округа.
Длина реки — 12 км.
Берёт исток с северных склонов горы Пувтыней, протекает через озеро Айпынгытгын, далее, немного петляя, протекает по заболоченной равнине в меридиональном направлении, впадает в Кэвальгытгын с южной стороны.

## Этимология
Название в переводе с чукот. — «перекрываемая река». Чукотские рыболовы с давних времён перегораживали реку на выходе из озера, чтобы рыба не смогла покинуть водоём.